# Ophelimus tamasesius
Ophelimus tamasesius är en stekelart som först beskrevs av Girault 1934.  Ophelimus tamasesius ingår i släktet Ophelimus och familjen finglanssteklar. Inga underarter finns listade i Catalogue of Life.